# 姚斌 (饲料生物技术专家)
姚斌（1967年—），江西临川人，中国饲料生物技术专家，中国农业科学院饲料研究所副所长，中国工程院院士。

## 生平
1984年毕业于江西省抚州市第三中学。1988年毕业于华中农业大学微生物学专业，获学士学位。1991年毕业于中国农业大学植物病理学专业，获硕士学位。1994年毕业于中国农业科学院分子生物学专业，获博士学位。